# ウォラストン・メダル
ウォラストン・メダル（Wollaston Medal）は、ロンドン地質学会が毎年優れた業績をあげた地質学者に授与している賞である。パラジウムを発見した化学者、ウイリアム・ウォラストンの遺志によって1831年に創設された。

## 受賞者一覧

### 1831年 - 1849年
- 1831年 : ウィリアム・スミス (William Smith)
- 1835年 : ギデオン・マンテル (Gideon Mantell)
- 1836年 : ルイ・アガシー (Louis Agassiz)
- 1837年 : プロビー・トマス・コートレー (Proby Thomas Cautley)
- 1837年 : ヒュー・ファルコナー (Hugh Falconer)
- 1838年 : リチャード・オーウェン (Richard Owen)
- 1839年 : クリスチャン・ゴットフリート・エーレンベルク (Christian Gottfried Ehrenberg)
- 1840年 : アンドレ・デュモン (Andre Hubert Dumont)
- 1841年 : アドルフ・ブロンニャール (Adolphe Theodore Brongniart)
- 1842年 : レオポルト・フォン・ブーフ (Leopold von Buch)
- 1843年 : ジャン＝バティスト・エリー・ド・ボーモン (Jean Baptiste Elie de Beaumont)
- 1843年 : ウルス＝ピエール＝アルマン・プティ＝デュフレノワ (Pierre Armand Dufrenoy)
- 1844年 : ウィリアム・ダニエル・コニベア (William Daniel Conybeare)
- 1845年 : ジョン・フィリップス (John Phillips)
- 1846年 : ウィリアム・ロンズデール (William Lonsdale)
- 1847年 : アミ・ブーエ (Ami Boue)
- 1848年 : ウィリアム・バックランド (William Buckland)
- 1849年 : ジョゼフ・プレストウィッチ (Joseph Prestwich)

### 1850年 - 1899年
- 1850年 : ウィリアム・ホプキンス (William Hopkins)
- 1851年 : アダム・セジウィック (Adam Sedgwick)
- 1852年 : ウィリアム・ヘンリー・フィトン (William Henry Fitton)
- 1853年 : アドルフ・ダルシアク (Adolphe d'Archiac)
- 1853年 : エデゥアルド・ヴェルヌイユ (Philippe Edouard Poulletier de Verneuil)
- 1854年 : リチャード・ジョン・グリフィス (Richard Griffith)
- 1855年 : ヘンリー・デ・ラ・ビーチ (Henry Thomas De la Beche)
- 1856年 : ウィリアム・エドモンド・ローガン (William Logan)
- 1857年 : ヨアヒム・バランデ (Joachim Barrande)
- 1858年 : ヘルマン・フォン・マイヤー (Hermann von Meyer)
- 1858年 : ジェームズ・ホール (James Hall)
- 1859年 : チャールズ・ダーウィン (Charles Darwin)
- 1860年 : サールズ・ヴァレンタイン・ウッド (Searles Valentine Wood)
- 1861年 : ハインリッヒ・ゲオルグ・ブロン (Heinrich Georg Bronn)
- 1862年 : Robert Alfred Cloynes Godwin-Austen
- 1863年 : グスタフ・ビショフ (Gustav Bischof)
- 1864年 : ロデリック・マーチソン (Roderick Impey Murchison)
- 1865年 : トーマス・デイヴィッドソン (Thomas Davidson)
- 1866年 : チャールズ・ライエル (Charles Lyell)
- 1867年 : George Poulett Scrope
- 1868年 : ゲオルク・アマデウス・カール・フリードリヒ・ナウマン (Georg Amadeus Carl Friedrich Naumann)
- 1869年 : ヘンリー・ソービー (Henry Clifton Sorby)
- 1870年 : ジェラール・ポール・デエー (Gérard Paul Deshayes)
- 1871年 : アンドリュー・ラムゼー (Andrew Ramsay)
- 1872年 : ジェームズ・デーナ (James Dwight Dana)
- 1873年 : Philip de Malpas Grey Egerton
- 1874年 : オズヴァルト・ヘール (Oswald Heer)
- 1875年 : Laurent-Guillaume de Koninck
- 1876年 : トマス・ヘンリー・ハクスリー (Thomas Henry Huxley)
- 1877年 : ロバート・マレット (Robert Mallet)
- 1878年 : Thomas Wright
- 1879年 : Bernhard Studer
- 1880年 : ガブリエル・オーギュスト・ドブレ (Gabriel Auguste Daubrée)
- 1881年 : ピーター・マーティン・ダンカン (Peter Martin Duncan)
- 1882年 : Franz Ritter von Hauer
- 1883年 : ウィリアム・トーマス・ブランフォード (William Thomas Blanford)
- 1884年 : アルベール・ゴードリー (Jean Albert Gaudry)
- 1885年 : ジョージ・バスク（George Busk）
- 1886年 : アルフレッド・デクロワゾー (Alfred Louis Olivier Legrand Des Cloizeaux)
- 1887年 : John Whitaker Hulke
- 1888年 : ヘンリー・ベネディクト・メディコット (Henry Benedict Medlicott)
- 1889年 : Thomas George Bonney
- 1890年 : ウィリアム・クローフォード・ウィリアムソン (William Crawford Williamson)
- 1891年 : John Wesley Judd
- 1892年 : フェルディナント・フォン・リヒトホーフェン ((Paul Wilhelm) Ferdinand von Richtofen)
- 1893年 : Nevil Story Maskelyne
- 1894年 : カール・アルフレート・フォン・ツィッテル (Karl Alfred von Zittel)
- 1895年 : アーチボルド・ゲイキー(Archibald Geikie)
- 1896年 : エドアルト・ジュース (Eduard Suess)
- 1897年 : Wilfred Hudleston Hudleston
- 1898年 : フェルディナント・ツィルケル (Ferdinand Zirkel)
- 1899年 : チャールズ・ラップワース (Charles Lapworth)

### 1900年 - 1949年
- 1900年 : グローブ・カール・ギルバート(Grove Karl Gilbert)
- 1901年 : シャルル・バロア (Charles Barrois)
- 1902年 : フリードリッヒ・カール・シュミット(Friedrich Karl Schmidt)
- 1903年 : カール・ハインリヒ・ローゼンブッシュ (Heinrich Rosenbusch)
- 1904年 : アルベルト・ハイム (Albert Heim)
- 1905年 : ジェスロ・ティール (Jethro Justinian Harris Teall)
- 1906年 : Henry Woodward
- 1907年 : William Johnson Sollas
- 1908年 : ポール・ハインリッヒ・フォン・グロート (Paul Heinrich von Groth)
- 1909年 : Horace Bolingbroke Woodward
- 1910年 : ウィリアム・ベリマン・スコット（William Berryman Scott）
- 1911年 : ヴァルデマー・ブレガー (Waldemar Christofer Brøgger)
- 1912年 : ラザルス・フレッチャー (Lazarus Fletcher)
- 1913年 : オズモンド・フィシャー (Osmond Fisher)
- 1914年 : John Edward Marr
- 1915年 : (Tannatt William) Edgeworth David
- 1916年 : アレクサンドル・カルピンスキ (Alexander Petrovich Karpinsky)
- 1917年 : アルフレッド・ラクロワ ((Francois Antoine) Alfred Lacroix)
- 1918年 : チャールズ・ウォルコット (Charles Doolittle Walcott)
- 1919年 : Aubrey Strahan
- 1920年 : イェラルド・ドゥ・イェール (Gerard Jacob De Geer)
- 1921年 : Benjamin Neeve Peach
- 1921年 : John Horne
- 1922年 : Alfred Harker
- 1923年 : ウィリアム・ウィテーカー (William Whitaker)
- 1924年 : アーサー・スミス・ウッドワード (Arthur Smith Woodward)
- 1925年 : ジョージ・ランプルー (George William Lamplugh)
- 1926年 : ヘンリー・フェアフィールド・オズボーン (Henry Fairfield Osborn)
- 1927年 : William Whitehead Watts
- 1928年 : ダキンフィールド・ヘンリー・スコット (Dukinfield Henry Scott)
- 1929年 : フリードリヒ・ヨハン・カール・ベッケ (Friedrich Johann Karl Becke)
- 1930年 : アルバート・スワード (Albert Charles Seward)
- 1931年 : Arthur William Rogers
- 1932年 : ヨハン・ヘルマン・リー・フォグト (Johan Herman Lie Vogt)
- 1933年 : マルスラン・ブール (Marcellin Boule)
- 1934年 : Henry Alexander Miers
- 1935年 : ジョン・スミス・フレット（John Smith Flett）
- 1936年 : グスターフ・モーレングラーフ (Gustaaf Adolf Frederik Molengraaff)
- 1937年 : Waldemar Lindgren
- 1938年 : モーリス・ルジオン (Maurice Lugeon)
- 1939年 : Frank Dawson Adams
- 1940年 : Henry Woods
- 1941年 : アーサー・デイ (Arthur Louis Day)
- 1942年 : Reginald Aldworth Daly
- 1943年 : アレクサンドル・フェルスマン (Aleksandr Evgenevich Fersmann)
- 1944年 : ヴィクトール・モーリッツ・ゴルトシュミット (Victor Moritz Goldschmidt)
- 1945年 : オーウェン・ジョーンズ (Owen Thomas Jones)
- 1946年 : エマニュエル・デュ・マルゲリー (Emanuel de Margerie)
- 1947年 : ジョセフ・ティレル (Joseph Burr Tyrrell)
- 1948年 : エドワード・ベイリー (Edward Battersby Bailey)
- 1949年 : ロバート・ブルーム (Robert Broom)

### 1950年 - 1999年
- 1950年 : ノーマン・ボウエン (Norman Levi Bowen)
- 1951年 : オーラフ・ホルテダール (Olaf Holtedahl)
- 1952年 : ハーバート・ハロルド・リード (Herbert Harold Read)
- 1953年 : Erik Andersson Stensio
- 1954年 : レオナード・ウイルス (Leonard Johnston Wills)
- 1955年 : Arthur Elijah Trueman
- 1956年 : アーサー・ホームズ (Arthur Holmes)
- 1957年 : ポール・フラマリエ (Paul Fourmarier)
- 1958年 : ペンティ・エーリス・エスコラ (Pentti Eskola)
- 1959年 : ピエール・プルヴォア (Pierre Pruvost)
- 1960年 : Cecil Edgar Tilley
- 1961年 : ロマン・コズロースキー (Roman Kozłowski)
- 1962年 : レオナード・ホークス (Leonard Hawkes)
- 1963年 : フェリックス・ベニング・マイネス (Felix Alexander Vening Meinesz)
- 1964年 : ハロルド・ジェフリーズ (Harold Jeffreys)
- 1965年 : デービッド・M・S・ワトソン (David Meredith Seares Watson)
- 1966年 : フランシス・パーカー・シェパード (Francis Edward Shepard)
- 1967年 : エドワード・ブラード (Edward Crisp Bullard)
- 1968年 : レイモンド・C・ムーア (Raymond Cecil Moore)
- 1969年 : モーリス・ユーイング (William Maurice Ewing)
- 1970年 : フィリップ・ヘンリー・キューネン (Philip Henry Kuenen)
- 1971年 : Ralph Alger Bagnold
- 1972年 : ハンス・ラムバーグ (Hans Ramberg)
- 1973年 : アルフレッド・ローマー
- 1974年 : フランシス・ペティジョン (Francis John Pettijohn)
- 1975年 : ホーリス・ヘッドバーグ (Hollis Dow Hedberg)
- 1976年 : キングスレー・チャールズ・ダナム (Kingsley Charles Dunham)
- 1977年 : レイナウト・ファン・ベンメレン (Reinout Willem van Bemmelen)
- 1978年 : ツゾー・ウィルソン (John Tuzo Wilson)
- 1979年 : ハットン・ヨーダー (Hatton Schuyler Yoder)
- 1980年 : Augusto Gansser
- 1981年 : ロバート・ガレルズ(Robert Minard Garrels)
- 1982年 : Peter John Wyllie
- 1983年 : ダン・マッケンジー(Dan Peter McKenzie)
- 1984年 : ケネス・シュー (Kenneth Jinghwa Hsu)
- 1985年 : ジェラルド・ワッサーバーグ (Gerald Joseph Wasserburg)
- 1986年 : John Graham Ramsay
- 1987年 : クロード・アレグル (Claude-Jean Allegre)
- 1988年 : アルフレッド・エドワード・リングウッド (Alfred Ringwood)
- 1989年 : ドラモンド・マシューズ (Drummond Hoyle Matthews)
- 1990年 : ウォーレス・ブロッカー (Wallace S Broecker)
- 1991年 : グザビエ・ル・ピション (Xavier Le Pichon)
- 1992年 : Martin Harold Phillips Bott
- 1993年 : サミュエル・エプスタイン (Samuel Epstein)
- 1994年 : ウィリアム・ジェイソン・モーガン (William Jason Morgan)
- 1995年 : ジョージ・P・L・ウォーカー (George Patrick Leonard Walker)
- 1996年 : ニコラス・シャックルトン (Nicholas John Shackleton)
- 1997年 : Douglas James Shearman
- 1998年 : Karl Karekin Turekian
- 1999年 : ジョン・フレデリック・デューイ (John Frederick Dewey)

### 2000年以降
- 2000年 : ウィリアム・ファイフ (William Sefton Fyfe)
- 2001年 : ハリー・ウィッチントン (Harry Blackmore Whittington)
- 2002年 : ルドルフ・トランピー (Rudolf Trumpy)
- 2003年 : 久城育夫 (Ikuo Kushiro)
- 2004年 : ジェフリー・エグリントン (Geoffrey Eglinton)
- 2005年 : テッド・アーヴィング (Ted Irving)
- 2006年 : ジェームズ・ラブロック (James Lovelock)
- 2007年 : アンドリュー・ノール (Andrew Knoll)
- 2008年 : Norman Sleep
- 2009年 : Paul Hoffman
- 2010年 : Richard Hugh Sibson
- 2011年 : スティーヴン・スパークス(Robert Stephen John Sparks)
- 2012年 : Christopher Hawkesworth
- 2013年 : Kurt Lambeck
- 2014年 : Maureen Raymo
- 2015年 : James A. Jackson
- 2016年 : Susan Brantley
- 2017年 : Richard Alley
- 2018年 : Terry Plank
- 2019年 : Edward Stolper
- 2020年 : Barbara Romanowicz
- 2021年 : David Pollard
- 2022年 : Tanya Atwater
- 2023年 : Kathy Whaler
- 2024年 : Trond Helge Torsvik
- 2025年 : Barbara Sherwood Lollar